# Bady Minck
Bady Minck (Ettelbruck , 21 de diciembre de 1956) es una productora y directora de cine luxemburguesa.

## Biografía
Estudió escultura en la Academia de Bellas Artes y cine experimental de la Universidad de Artes Aplicadas de Viena. Su trabajo ha sido exhibido en festivales de cine internacionales -por ejemplo, Cannes, Berlín, Toronto, Róterdam, Locarno - y expuesto en museos como el Centro Pompidou en París. Es miembro fundador de las empresas de producción cinematográficas Amour Fou Vienna (Viena) y Amour Fou Luxembourg (Luxemburgo). Vive y trabaja entre Viena y Luxemburgo.
En el año 2009, fue miembro del jurado del Festival Internacional de Cine de Venecia.

## Filmografía
- 2017 MappaMundi, 45 min. Premiere: Sundance 2017
- 2008 Schein Sein, 8 min. Premiere: Berlinale 2008
- 2007 Free Radicals, 90 min. with Bernhard Zachhuber, Premiere: Bienal de Venecia 2007[1]
- 2007 Das Sein und das Nichts, 10 min. Premiere: Róterdam IFF 2007
- 2006 Roll over Mozart, 1 min. Premiere: Róterdam IFF 2006
- 2005 La Belle est la Bête, 3 min. Premiere: Róterdam IFF 2005
- 2003 Im Anfang war der Blick., 45 min. Premiere: Festival de Cannes 2003[1]
- 1996 Mécanomagie, 16 min. Premiere: Róterdam IFF 1997
- 1995 Attwengers Luft, 3 min, Premiere: Locarno IFF 1996
- 1988 Der Mensch mit den modernen Nerven, 8 min. with Stefan Stratil, Premiere: Festival de Cannes 1989[1]